# رؤیای سلت
رؤیای سلت (اسپانیایی: El sueño del celta‎) نام رمانی است که توسط نویسندهٔ پرویی - لاتین‌تبار ماریو بارگاس یوسا نوشته شده‌است.
رمان در تاریخ سوم نوامبر سال ۲۰۱۰ و طی مراسم ویژه‌ای که در موزهٔ Casa de America و مرکز فرهنگی مادرید برگزار شد به خوانندگان معرفی و در همان روز هم به کتاب‌فروشی‌ها عرضه شد. رویای سلت پرفروش‌ترین رمان در اسپانیا لقب گرفت. کتاب در سال ۲۰۱۲ به زبان انگلیسی هم منتشر شد.
کتاب روایتی است از زندگی یک دیپلمات بریتانیایی - ایرلندی که در طول حیاتش به یک ناسیونالیست ایرلندی تبدیل می‌شود؛ راجر کیسمنت (1916 - 1864) کمیته جایزه نوبل در اعلام خبر انتخاب این رمان اعلام کرد:این جایزه برای به تصویر کشیدن ساختار قدرت و تصاویر نافذی است که از مقاومت فردی، طغیان و دفاع رسم شده‌است.

## موضوع و ساختار
رویای سلت عناصری از رمان تاریخی و روزنامه‌نگاری را با هم ترکیب می‌کند. مضامین اصلی کتاب موضوعات مربوط به بردگی استعماری (از طریق فرایند ترور و شکنجهٔ سیستماتیک) ساکنان بومی حوضهٔ کنگو و آمازون پرو در طول سال‌های آخر قرن ۱۹ و اوایل قرن بیستم است. رمان به‌طور هدفمند اقدامات کیسمنت را با کتاب قلب تاریکی جوزف کنراد مقایسه می‌کند.
در همین بستر است که داستان بزرگتر و پیچیده‌تر کنسول بریتانیایی راجر کیسمنت روایت می‌شود. قابل توجه‌ترین نکات در این داستان، گزارش‌های دست اول او از شکنجه‌های منظمی است که در طول سالیان طولانی به ساکنان بومی پرو و کنگو تحمیل شده‌است. نقطهٔ عطف زندگی راجر کیسمنت احتمالاً دیدن صحنهٔ شلاق خوردن یک جوان کارگر کنگویی به دست یک افسر بلژیکی به نام موسیو شیکوت بود. مردی که با ذهن علمی و قوهٔ تخیل قوی خود دریافته بود که می‌توان با پوست اسب آبی تازیانه‌ای ساخت بسیار بادوام‌تر و گزنده‌تر از شلاق‌هایی دیگری که در آن زمان رایج بودند و از رودهٔ اسب‌سانان و گربه‌سانان درست می‌شدند. بعدها که در قامت یک کنسول بریتانیایی دوباره به پرو و آمازون سفر کرد با انسان‌هایی روبه‌رو شد که توسط کمپانی‌ها به بردگی گرفته شده بودند، ضرب و شتم شده بودند، غارت شده بودند، مثله شده بودند و…. راجر کیسمنت برای این افشاگری‌هایش به مقام شوالیهٔ بریتانیایی هم نائل آمد. در گام بعدی زندگی‌اش، او به یک مبارز رادیکال برای استقلال ایرلند تبدیل شد. اتفاقات بعدی زندگی او در راستای همین انتخاب رقم خوردند: همکاری با ارتش آلمان و مشارکت در عملیات عید پاک، تعقیب قانونی، بازداشتش، و اتهام خیانت به بریتانیا. افشاگری‌های دولتی براساس دفترچه خاطرات مخفی او و در نهایت اعدام او.

## به فارسی
کتاب رویای سلت در ایران، توسط انتشارات صبح صادق و با ترجمه‌ای از کاوه میرعباسی به بازار کتاب عرضه شده‌است.